# Bronzen van Riace

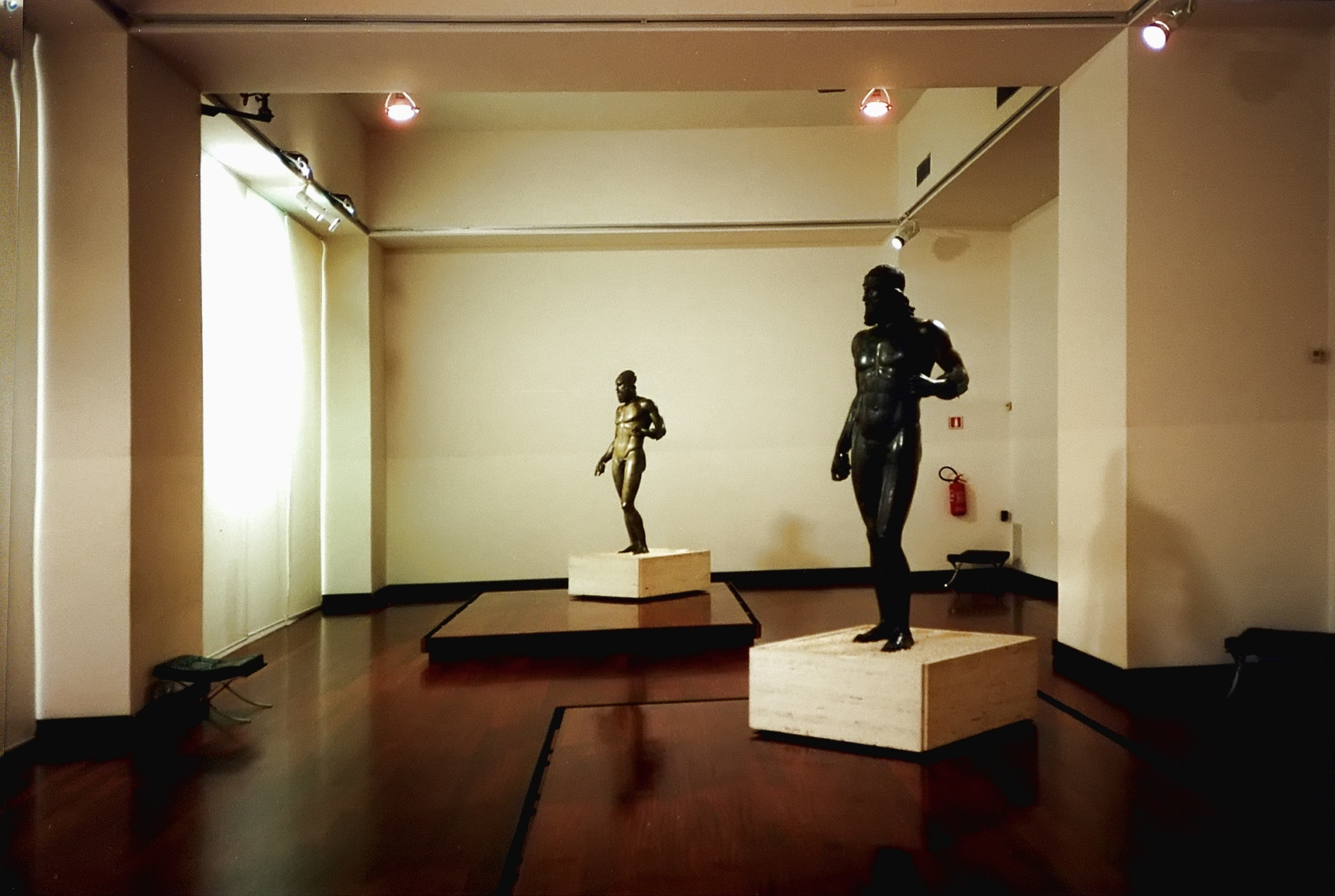
De twee beelden bijeen in het Nationaal Museum van Reggio.

De Bronzen van Riace (Italiaans: i Bronzi di Riace) zijn twee levensgrote bronzen beelden van Griekse krijgers uit de hoogtijdagen van de Griekse beeldhouwkunst.
Een sportduiker vond in augustus 1972 bij het plaatsje Riace (Calabrië) de twee bronzen beelden. Vermoedelijk waren deze beelden door Romeinen als roofkunst uit Griekenland gehaald, maar leed het schip dat ze vervoerde schipbreuk. De beelden dateren uit ca. 450 voor Christus. Het is echter ook mogelijk dat ze in het gebied zelf (in de Oudheid bekend als Magna Graecia, ofwel: Groot-Griekenland) vervaardigd zijn. 
Na de vondst werden de beelden eerst schoongemaakt en geconserveerd, en daarna volgde een expositiereis door Italië. De bewoners van Calabrië eisten dat ze uiteindelijk weer terugkeerden naar het gebied waar ze gevonden waren. Uiteindelijk vonden ze in 1981 een definitieve plaats in de archeologische afdeling van het Nationaal Museum van Reggio Calabria. Omdat dit deel van Italië zeer gevoelig is voor aardbevingen zijn de beelden opgesteld op een aardbevingsbestendige wijze.
De Krijgers van Riace worden respectievelijk aangeduid met "A" en "B", waarbij krijger A verondersteld wordt de afbeelding van een jongere man te zijn dan krijger B. De ogen van de beelden zijn ingelegd met glas en been, terwijl de tanden van de krijgers uit zilver zijn vervaardigd, de lippen en de tepeltjes zijn gemaakt uit koper. Aanvankelijk hielden ze speren en schilden vast. Krijger B droeg daarbij een helm op zijn hoofd, en krijger A zou misschien een krans gedragen hebben. De bronzen behoren tot een transitieperiode van Archaïsche Griekse beeldhouwkunst naar de Vroeg-Klassieke stijl. 

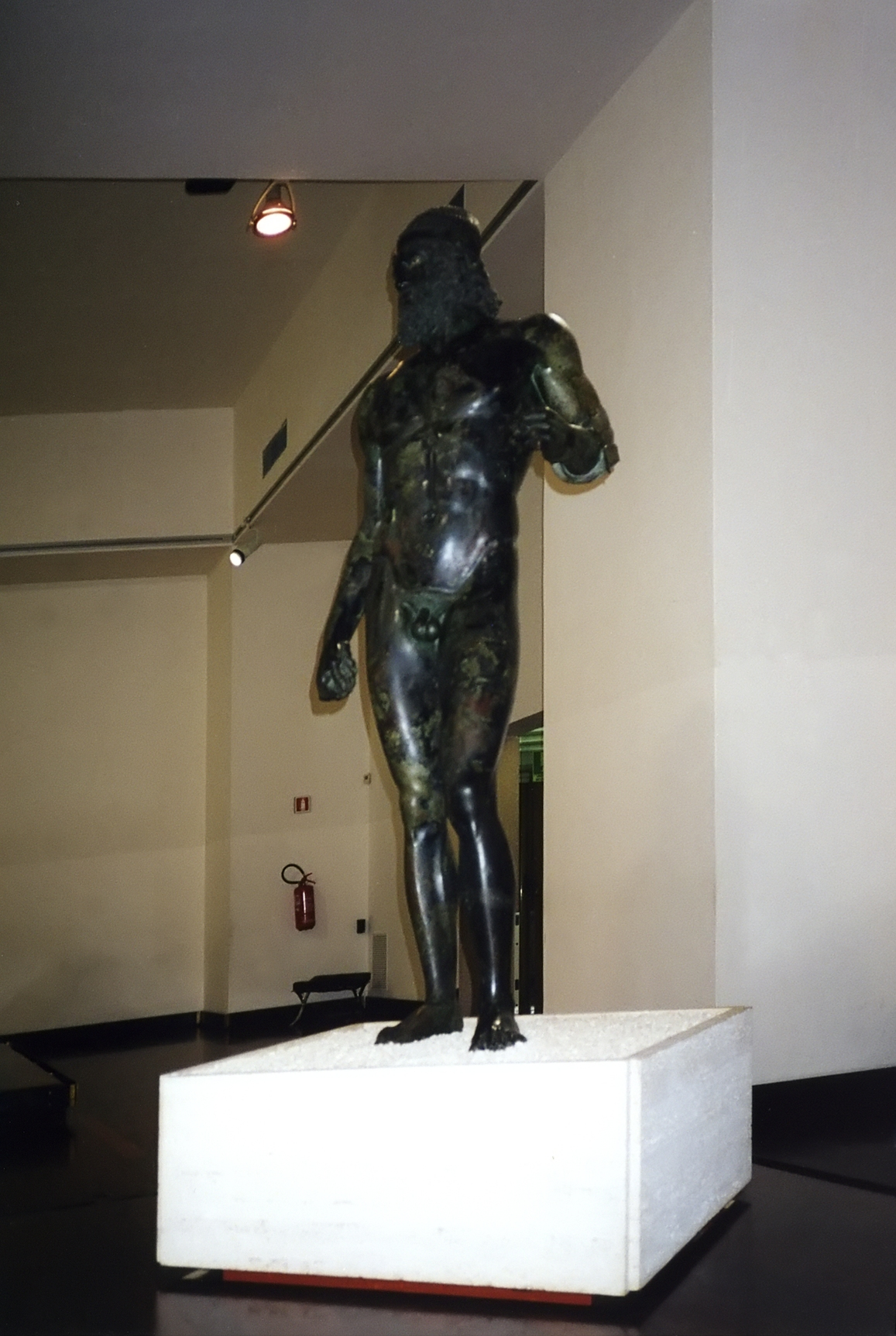
beeld A
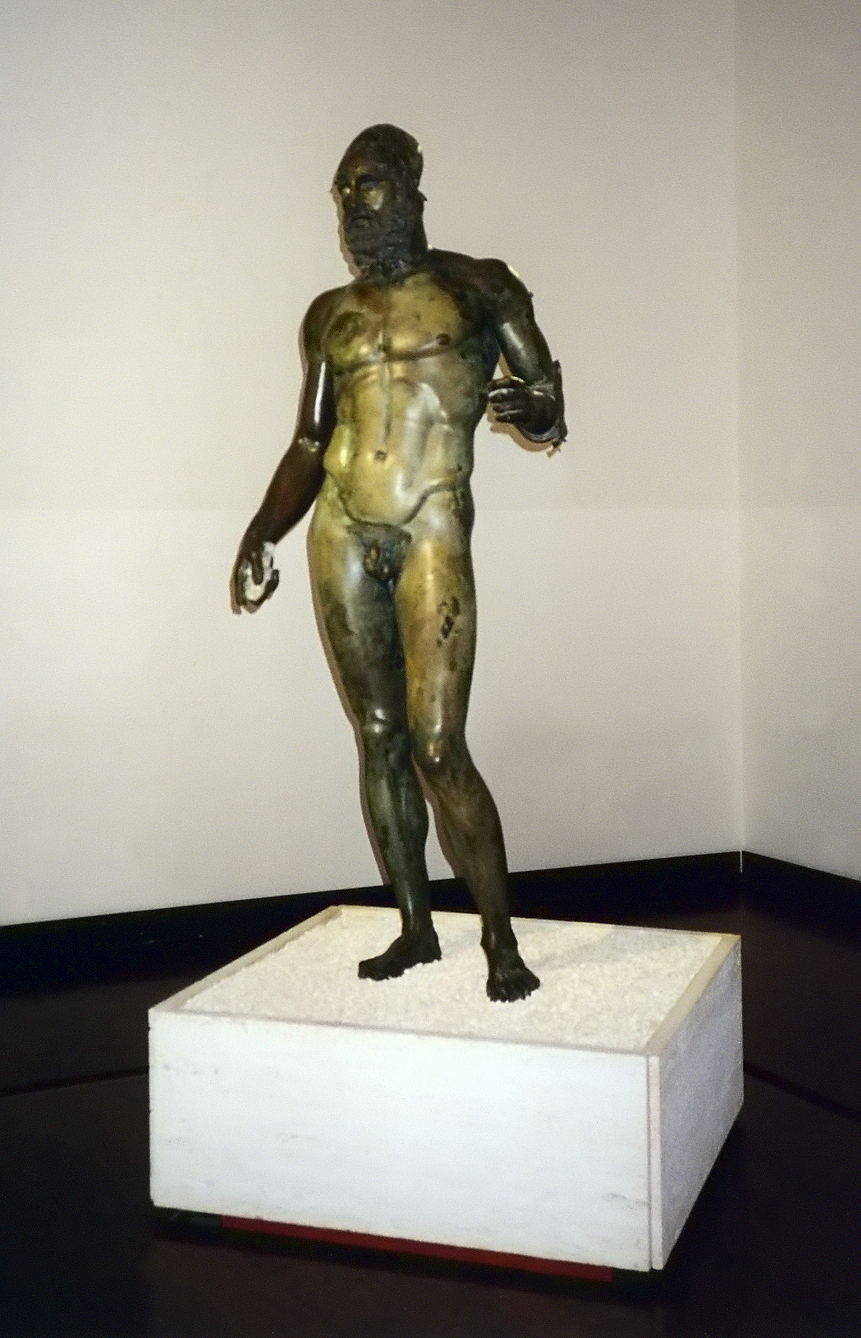
beeld B